# Carmacks
Carmacks es una aldea del Yukón, a orillas del río Yukón, a lo largo de la carretera de Klondike y en el extremo oeste de la carretera Robert Campbell, de Watson Lake. La población ha pasado de 503 habitantes (según el censo de Canadá de 2011)a 588 personas (según el censo de Canadá de 2021). Está habitada por los carmacks, también conocidos como los Little Salmon, que hablan un dialecto septentrional de la lengua tutchone y que constituyen una de las Naciones Originarias de Canadá.

## Historia
La comunidad se compone de la Villa de Carmacks y El Pequeño Salmon/Carmacks de las Primeras Naciones y fue nombrado después de George Washington Carmack, quien encontró carbón cerca de Tántalo Butte (localmente llamado Coal Mine Hill) en 1893. Carmack construyó un puesto de operaciones y negoció con los locales cerca del actual sitio de Carmacks y también comenzó una mina de carbón en la orilla sur del río Yukón. Carmack pronto descubrió oro en la región de Dawson junto a Skookum Jim y Charlie Tagish unos años más tarde, a partir de la fiebre del oro de Klondike. Carmacks fue incorporado como aldea el 1 de noviembre de 1984.

## Clima
| Parámetros climáticos promedio de Carmacks (1961-1990) | Parámetros climáticos promedio de Carmacks (1961-1990) | Parámetros climáticos promedio de Carmacks (1961-1990) | Parámetros climáticos promedio de Carmacks (1961-1990) | Parámetros climáticos promedio de Carmacks (1961-1990) | Parámetros climáticos promedio de Carmacks (1961-1990) | Parámetros climáticos promedio de Carmacks (1961-1990) | Parámetros climáticos promedio de Carmacks (1961-1990) | Parámetros climáticos promedio de Carmacks (1961-1990) | Parámetros climáticos promedio de Carmacks (1961-1990) | Parámetros climáticos promedio de Carmacks (1961-1990) | Parámetros climáticos promedio de Carmacks (1961-1990) | Parámetros climáticos promedio de Carmacks (1961-1990) | Parámetros climáticos promedio de Carmacks (1961-1990) |
| Mes                                                    | Ene.                                                   | Feb.                                                   | Mar.                                                   | Abr.                                                   | May.                                                   | Jun.                                                   | Jul.                                                   | Ago.                                                   | Sep.                                                   | Oct.                                                   | Nov.                                                   | Dic.                                                   | Anual                                                  |
| ------------------------------------------------------ | ------------------------------------------------------ | ------------------------------------------------------ | ------------------------------------------------------ | ------------------------------------------------------ | ------------------------------------------------------ | ------------------------------------------------------ | ------------------------------------------------------ | ------------------------------------------------------ | ------------------------------------------------------ | ------------------------------------------------------ | ------------------------------------------------------ | ------------------------------------------------------ | ------------------------------------------------------ |
| Temp. máx. abs. (°C)                                   | 6.0                                                    | 12.8                                                   | 14.4                                                   | 23.3                                                   | 35.0                                                   | 35.0                                                   | 31.7                                                   | 32.0                                                   | 27.0                                                   | 18.3                                                   | 12.8                                                   | 8.0                                                    | 35.0                                                   |
| Temp. máx. media (°C)                                  | -23.8                                                  | -12.1                                                  | n/a                                                    | n/a                                                    | 14.5                                                   | 20.3                                                   | 21.9                                                   | 19.6                                                   | 13.3                                                   | 3.1                                                    | -10.7                                                  | -20.1                                                  | n/a                                                    |
| Temp. media (°C)                                       | −28.6                                                  | −18.2                                                  | n/a                                                    | n/a                                                    | 7.2                                                    | 12.9                                                   | 14.8                                                   | 12.5                                                   | 6.9                                                    | -1.6                                                   | -14.7                                                  | −24.7                                                  | n/a                                                    |
| Temp. mín. media (°C)                                  | -33.6                                                  | -25.3                                                  | n/a                                                    | n/a                                                    | -0.2                                                   | 5.3                                                    | 7.6                                                    | 5.3                                                    | 0.4                                                    | -6.3                                                   | -19.0                                                  | -29.6                                                  | n/a                                                    |
| Temp. mín. abs. (°C)                                   | -57.8                                                  | -57.2                                                  | -50.0                                                  | -32.0                                                  | -12.2                                                  | -3.9                                                   | -1.1                                                   | -5.0                                                   | -16.5                                                  | -32.5                                                  | -46.7                                                  | -54.4                                                  | -57.8                                                  |
| Precipitación total (mm)                               | 17.9                                                   | 12.3                                                   | 7.0                                                    | 6.8                                                    | 20.1                                                   | 34.5                                                   | 55.1                                                   | 39.4                                                   | 30.6                                                   | 19/2                                                   | 18.3                                                   | 15.3                                                   | 276.7                                                  |
| Nevadas (cm)                                           | 17.9                                                   | 12.3                                                   | 6.8                                                    | 5.4                                                    | 1.1                                                    | 0.0                                                    | 0.0                                                    | 0.0                                                    | 1.1                                                    | 14.0                                                   | 17.9                                                   | 15.3                                                   | 91.7                                                   |
| Días de precipitaciones (≥ 0.2 mm)                     | 7                                                      | 5                                                      | 3                                                      | 3                                                      | 8                                                      | 11                                                     | 13                                                     | 12                                                     | 10                                                     | 8                                                      | 8                                                      | 7                                                      | 96                                                     |
| Días de lluvias (≥ 0.2 mm)                             | 0                                                      | 0                                                      | 0                                                      | 0                                                      | 8                                                      | 11                                                     | 13                                                     | 12                                                     | 10                                                     | 3                                                      | 0                                                      | 0                                                      | 57                                                     |
| Días de nevadas (≥ 0.2 cm)                             | 7                                                      | 5                                                      | 3                                                      | 2                                                      | 0                                                      | 0                                                      | 0                                                      | 0                                                      | 0                                                      | 6                                                      | 8                                                      | 7                                                      | 39                                                     |
| Fuente: 1961-1990 Environment Canada                   |                                                        |                                                        |                                                        |                                                        |                                                        |                                                        |                                                        |                                                        |                                                        |                                                        |                                                        |                                                        |                                                        |

## Economía
La comarca alrededor de Carmacks tiene abundantes recursos minerales, como carbón, cobre y oro. Se están llevando a cabo diversas actividades mineras en los yacimientos alrededor de Carmacks. Hay una pequeña mina de zinc y cobre en producción cerca de Carmacks, operada por Western Silver y una propiedad de oro al noroeste de Carmacks actualmente en etapa de exploración operada por Northern Freegold Resources, con sede en Whitehorse.

## Infraestructuras
Carmacks está comunicada con el resto del mundo por medio de la autopista Klondike (por tierra) y por el aeropuerto de Carmacks (por aire).
Se ha propuesto que el ferrocarril de Alaska se extienda hasta la localidad, como una extensión de la ruta White Pass y Yukon Route, desde Whitehorse.